# تحليل نفسي بيني
يعتمد التحليل النفسي البيني (بالإنجليزية: Interpersonal psychoanalysis)‏ على نظريات الطبيب النفسي الأمريكي هاري ستاك سوليفان (1892-1949). إذ يعتقد سوليفان أن تفاصيل تفاعلات المريض الشخصية مع الآخرين يمكن أن تقدّم نظرة ثاقبة لأسباب وعلاجات الاضطراب العقلي.
يشدد الممارسون الحاليون على مثل هذه السمات مثل الوصف المفصل للخبرة السريرية، وتبادلية العملية البينية، وعدم معرفة المحلل.

## سوليفان والفرويديون الجدد
جنبا إلى جنب مع الممارسين الفرويديين الجدد الآخرين للتحليل النفسي بين الأشخاص، مثل كارين هورني، وإيرك فروم، وكلارا تومسون، وفريدا فروم ريخمان، رفض سوليفان نظرية دافع فرويد.
لقد شاركوا، مثل سليفان، أيضًا التركيز على التعددية التخصصات التي كانت جزءًا مهمًا من إرث التحليل النفسي البيني، مما أثر على المستشارين ورجال الدين والعاملين الاجتماعيين وغيرهم.

## الغفلة الانتقائية
اقترح سوليفان أنه يمكن للمرضى أن يحافظوا على بعض الجوانب أو المكونات من علاقاتهم الشخصية خارج وعيهم من خلال سلوك نفسي يوصف بالاهتمام الانتقائي - وهو مصطلح تداول عام لدرجة ما.
الاهتمام الانتقائي هو حيلة دفاعية تعمل قبل الكبت النفسي، وتعمل عن طريق حجب أي انتباه للتهديد المعين، ويمكن أن يرافق الاهتمام الانتقائي عدم المشاركة الانتقائية، وهو تجنب الانخراط النشط في المواقف التي تثير التهديد المعين.
يمكن للمحلل التعرف على كل من الآليات الدفاعية والتي يستخدمها المرضى من خلال فحص التحويل المضاد، وذلك يمكن أن يكون مفيداً.

## التجسيد
أكد سوليفان على أن تحليل المعالج النفسي يجب أن يركز على علاقات المرضى والتفاعلات الشخصية من أجل الحصول على المعرفة حول ما يسميه "الشخصيات" - وهي الآراء المتداولة داخليًا عن الذات والآخرين ومخططات الأفراد الداخلية.
مثل هذه التحاليل ستتكون من استجواب مفصل حول التفاعلات الشخصية لحظة بلحظة، بما في ذلك تلك التي تحدث مع المحلل نفسه.
يمكن أن تشكل التوصيفات الأساس لما أسماه سوليفان تشويه باراتاكسيكي [الإنجليزية] للحقل الشخصي، وهي تشوهات مماثلة لتلك الموصوفة على أنها نتاج للتحويل والتماهي الإسقاطي في التحليل النفسي الأرثوذكسي. كما هو الحال مع الأخير، يمكن للتشوه الباراتاكسى، إذا حدده المحلل، أن يثبت أدلة مثمرة لطبيعة العالم الداخلي للمريض.

## النقد
انتقد سوليفان لاختراعه (أحيانًا بطريقة غامضة) مصطلحات جديدة لمفاهيم التحليل النفسي الراسخة، للمطالبة باستقلال فكري زائف.

## مقالات ذات صلة
- تحليل تفاعلي
- توجيه أسري للمقبلين على الزواج
- تحليل نفسي علائقي
- علاج أسري
- علاج نفسي بين شخصي
- فيل في الغرفة
- تحليل نفسي ذاتي